# Vremščica
Die Vremščica ist ein Bergzug im Südwesten Sloweniens. Höchster Gipfel ist die 1027 m. i. J. hohe Velika Vremščica (Gora Sveta Urbana).

## Lage und Landschaft

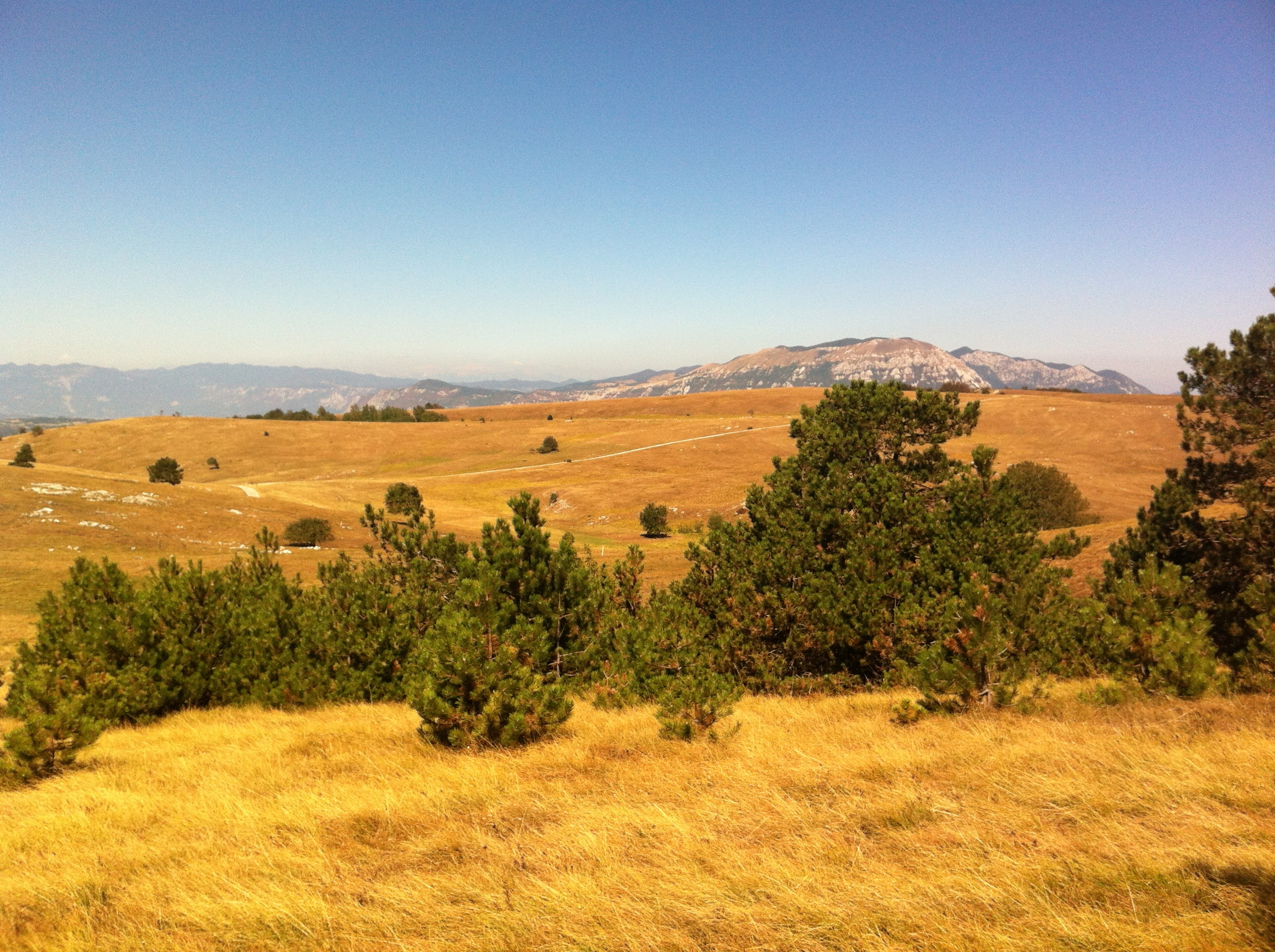
Auf der Vremščica, hinten der Nanos

Die Vremščica liegt etwa 20 Kilometer östlich von Triest, bei Divača. Sie ist ein westlicher Vorberg des Snežnik-Massivs (Krainer Schneeberg, 1796 m) im Hochkarst. Sie erstreckt sich nördlich entlang der unteren Reka.
Westlich ist der Vremščica-Zug über den Gabrk (Passhöhe an der Čebulovica 549 m. i. J., A1) mit dem Kras (Karst-Plateau, Triester Karst) und über den Goli vrh bei Senožeče (Passhöhe 621 m. i. J.) mit den Vrhe des Vipava-Tals verbunden. Nördlich geht der Bergzug in die niedrigere Hochfläche des Slavinski ravnik bei Postojna über. Östlich liegen der Zug der Markičeva Gora (825 m) und die Osojnica (825 m) bei Pivka und dem Pivška kotlina (Pivaka-Becken), und südlich davon die Talung Kosanska dolina des Reka-Nebenflusses Mrzlak. Südöstlich auf der anderen Seite des Dolina Reke (Rekatal) liegen die Brkini.
Nach der Gliederung der naturgeographische Regionen Slowenien werden Slavinski ravnik mit Vremščica als eine zusammenhängende Landschaft gesehen (Slavinski ravnik z Vremščico, 5B.10).
Die Gipfelflur des Rückens ist grasbestandener Karst, die Flanken sind bewaldet.